# 十號米德蘭鎮區 (北卡羅萊納州卡貝勒斯縣)
十號米德蘭鎮區（英語：Township 10, Midland）是位於美國北卡羅萊納州卡貝勒斯縣的一個鎮區。

## 地方資料
十號米德蘭鎮區的面積為117.59平方千米，皆為陸地。根據2020年美國人口普查的數據，當地共有人口8789人，而人口密度為每平方千米74.74人。